# Kamieńskie Młyny
Kamieńskie Młyny est une localité polonaise de la gmina de Woźniki, située dans le powiat de Lubliniec en voïvodie de Silésie.